# 6e division d'infanterie (Allemagne)
Pour les articles homonymes, voir 6e division.
La  6e division d'infanterie  (en allemand : 6. Infanterie-Division ou 6. ID) qui deviendra la 6e division de grenadiers (en allemand : 6. Grenadier-Division ou 6. GD) puis la 6e Volksgrenadier-Division (en allemand : 6. Volksgrenadier-Division est une des divisions d'infanterie de l'armée allemande (Wehrmacht) durant la Seconde Guerre mondiale.

## Historique
La 6. Infanterie-Division est formée à Bielefeld le 1er octobre 1934 sous le nom de couverture de Infanterieführer VI, nom utilisé jusqu'au 15 octobre 1935. Les régiments d'infanterie ont été formés à partir du Infanterie-Regiment 16 de la 6. Division de la Reichswehr.
Elle a été mobilisée en août 1939 dans le cadre de la 1. Welle (1re vague de mobilisation).
Lors de l'invasion de la France, l'escadron de cavalerie, commandé par l'Oberleutnant Georg von Böselager, de la section de reconnaissance a été la première unité de la Wehrmacht à traverser la Seine à la nage, le 9 juin 1940 à Mousseaux, les ponts des Andelys, d'Andé et de Courcelles ayant sauté.
La division est détruite sur le Front de l'Est en juin 1944 et est officiellement dissoute le 18 juillet 1944.
La 6e division de grenadiers est formée le 24 juillet 1944 à partir de la 552. Grenadier-Division partiellement formée et des éléments survivants de la 6. Infanterie-Division.
Le 9 octobre 1944, elle est renommée 6. Volksgrenadier-Division.
La 6. Infanterie-Division est reformée le 10 mars 1945 à partir des survivants de la 6. Volksgrenadier-Division, de la 291. Infanterie-Division et de la Schatten Division Dresden.

## Organisation

### Commandants successifs
| Date                               | Grade                     | Commandant                     |
| ---------------------------------- | ------------------------- | ------------------------------ |
| 15 octobre 1935 - 1er mars 1938    | Generalleutnant           | Walter Kuntze                  |
| 1er mars 1938 - 11 octobre 1940    | Generalleutnant           | Arnold Freiherr von Biegeleben |
| 11 octobre 1940 - 21 janvier 1942  | General der Infanterie    | Helge Auleb                    |
| 21 janvier 1942 - 16 décembre 1943 | General der Infanterie    | Horst Grossmann                |
| 16 décembre 1943 - 12 janvier 1944 | Generalleutnant           | Egon von Neindorff             |
| 12 janvier 1944 - 19 janvier 1944  | Generalmajor              | Alexander Conrady              |
| 19 janvier 1944 - 1er mai 1944     | Generalmajor              | Günther Klammt (de)            |
| 1er juin 1944 - 30 juin 1944       | Generalleutnant           | Hans-Walter Heyne              |
|                                    | 6e division de grenadiers |                                |
| 25 juillet 1944 - 9 octobre 1944   | Generalleutnant           | Otto-Hermann Brücker           |
|                                    | Reformation               |                                |
| 10 mars 1945 - 4 mai 1945          | Generalleutnant           | Otto-Hermann Brücker           |
| 4 mai 1945 - 8 mai 1945            | Generalmajor              | Friedrich-Wilhelm Liegmann     |

### Chefs d'état-major
| Date                                | Grade                     | Commandant               |
| ----------------------------------- | ------------------------- | ------------------------ |
| 1er septembre 1939 - 5 février 1940 | Oberstleutnant            | Siegfried von Waldenburg |
| 5 février 1940 - 17 juin 1940       | Oberstleutnant            | Walter Reißinger         |
| 17 juin 1940 - 7 février 1941       | Major                     | Heinz Pomtow             |
| 7 février 1941 - 10 septembre 1941  | Major                     | Hans Laßmann             |
| 10 septembre 1941 - 20 janvier 1943 | Oberstleutnant            | Friedrich-Wilhelm John   |
| Janvier 1943 - Août 1943            | Oberstleutnant            | Hans Gerstung            |
| Août 1943 - Avril 1944              | Oberstleutnant            | Hans-Thilo Mittermüller  |
| Avril 1944 - Juin 1944              | Major                     | Franz Steinhart-Hantken  |
|                                     | 6e division de grenadiers |                          |
| 25 juillet 1944 - 9 octobre 1944    | Major                     | Johann Heitzmann         |
|                                     | Reformation               |                          |
| 10 mars 1945 - Mai 1945             | Oberstleutnant            | Johann Heitzmann         |

## Théâtres d'opérations
- Septembre 1939 - Mai 1940
  - Allemagne:
- Mai 1940 - Juin 1941
  - Luxembourg - Belgique - France, nord de la France, embouchure de la somme, la Loire.
- Juin 1941 - Juin 1944
  - Front de l'Est, secteur central:
  - 1941 - 1942 : Opération Barbarossa, du 22 juin 1941 au 2 janvier 1942, en 76 jours la division marcha 1645 kilomètres.
    - 22 octobre 1941 au 22 janvier 1942 : Bataille de Moscou

  - 1942 : janvier Opération Mars, mai : Seconde bataille de Kharkov.
  - 5 juillet au 23 août 1943 : Bataille de Koursk
- Juillet 1944 - Octobre 1944
  - Front de l'Est, secteur Sud
- Mars 1945 - Mai 1945
  - Front de l'Est, secteur central:

## Ordre de batailles
1939
- 18e régiment d'infanterie (Allemagne)
- Infanterie-Regiment 37
- Infanterie-Regiment 58
- Aufklärungs-Abteilung 6
- Artillerie-Regiment 6
  - I. Abteilung
  - II. Abteilung
  - III. Abteilung
  - I./Artillerie-Regiment 42
- Beobachtungs-Abteilung 6 (2)
- Pionier-Bataillon 6
- Panzerabwehr-Abteilung 6
- Nachrichten-Abteilung 6
- Feldersatz-Bataillon 6
- Versorgungseinheiten 6

1942
- Grenadier-Regiment 18
- Grenadier-Regiment 37
- Grenadier-Regiment 58
- Radfahr-Abteilung 6
- Artillerie-Regiment 6
  - I. Abteilung
  - II. Abteilung
  - III. Abteilung
  - I./Artillerie-Regiment 42
- Pionier-Bataillon 6
- Panzerjäger-Abteilung 6
- Nachrichten-Abteilung 6
- Feldersatz-Bataillon 6
- Versorgungseinheiten 6

1943-1944
- Grenadier-Regiment 18
- Grenadier-Regiment 37
- Grenadier-Regiment 58
- Füsilier-Bataillon 6
- Artillerie-Regiment 6
  - I. Abteilung
  - II. Abteilung
  - III. Abteilung
  - I./Artillerie-Regiment 42
- Pionier-Bataillon 6
- Panzerjäger-Abteilung 6
- Nachrichten-Abteilung 6
- Feldersatz-Bataillon 6
- Versorgungseinheiten 6

1945
- Grenadier-Regiment 18
- Grenadier-Regiment 37
- Grenadier-Regiment 58
- Füsilier-Bataillon 6
- Artillerie-Regiment 6
  - I. Abteilung
  - II. Abteilung
  - III. Abteilung
  - IV. Abteilung
- Pionier-Bataillon 6
- Panzerjäger-Abteilung 6
- Nachrichten-Abteilung 6
- Feldersatz-Bataillon 6
- Versorgungseinheiten 6